# Râul Doftana, Tărlung
Râul Doftana (Tărlung) sau Râul Doftana Ardeleană este un curs de apă, afluent al Râului Tărlung, un râu din județul Brașov, care izvorăște din Muntii Grohotis, și care este al treilea afluent de stânga, din cei patru ai râului Tărlung.

## Generalități
Râul Doftana Ardeleană are cinci afluenți semnificativi și nici nu trece prin vreo localitate.
Cei cinci afluenți ai săi sunt patru de stânga, Paltinu, Tigăile, Valea Adâncă și Rențea, respectiv unul de dreapta, Valea Rece (Tărlung).